# HD 106906
HD 106906 é uma estrela na constelação de Crux. Tem uma magnitude aparente de 7,81, o que significa que é invisível a olho nu. Com base em medições de paralaxe, está localizada a aproximadamente 337 anos-luz (103 parsecs) da Terra. Sua magnitude aparente é reduzida em 0,04 devido à extinção causada por gás e poeira no meio interestelar.
HD 106906 é uma estrela de classe F da pré-sequência principal com um tipo espectral de F5 V e temperatura efetiva de 6 516 K, a qual lhe dá a coloração branco-amarela típica de estrelas dessa classe. Tem uma massa de 1,5 vezes a massa solar e está brilhando com 5,6 vezes a luminosidade solar. Possui uma metalicidade (a abundância de elementos além de hidrogênio e hélio) similar à solar, com uma concentração de ferro de cerca de 95% da concentração solar. Sua idade foi estimada em cerca de 13 milhões de anos. É um membro do subgrupo Centaurus-Crux Inferior da associação Scorpius–Centaurus, a associação OB mais próxima do Sistema Solar.
Em 2013 foi anunciada a descoberta por imagens diretas de um objeto de massa planetária orbitando HD 106906, denominado HD 106906 b, que, a uma separação projetada de 7,1 segundos de arco (o que corresponde a 650 UA), é um dos planetas conhecidos mais distantes de suas estrelas. De classe espectral L2.5, esse objeto possui uma temperatura efetiva de 1 800 K ou 1 950 K e uma massa de 11 vezes a massa de Júpiter. Sua formação não é bem explicada por nenhuma teoria, já que sua separação da estrela é maior do que o possível para formação em um disco protoplanetário.
HD 106906 emite excesso de radiação infravermelha, o que é explicado pela presença de um massivo disco de detritos ao seu redor. Esse disco possui uma temperatura de cerca de 95 K e se estende de 20 UA a 120 UA da estrela.
| Planeta | Massa     | Semieixo maior (UA) | Período orbital (dias) | Excentricidade |
| ------- | --------- | ------------------- | ---------------------- | -------------- |
| b       | 11 ± 2 MJ | ?                   | ?                      | ?              |